# Novomikoláivka (Zaporiyia)
Novomikoláivka (en ucraniano: Новомиколаївка; en ruso: Новониколаевка, romanizado: Novonikolaevka) es un pueblo ucraniano perteneciente al óblast de Zaporiyia. Situado en el sur del país, forma parte del raión de Zaporiyia y centro del municipio (hromada) de Novomikoláivka.

## Geografía
Novomikoláivka se encuentra en la orilla del río Verjnia Tersa (afluente del río Vovcha), a 38 km de Vilniansk y a 66 km de Zaporiyia.

### Clima
El clima en Novomikoláivka es continental húmedo. La temperatura media anual es de 9 °C, con una media de -4,9 °C en enero y 22,8 °C en julio. La precipitación media anual es de 438 mm por año. 

## Historia
El lugar fue mencionado por primera vez en 1790 y se llamó Kocherezhki (en ucraniano: Кочережки; en ruso: Кочережки) hasta 1812. Territorialmente, pertenecía al vólost de Pokrovsk del uyezd de Alexandrovsk de la gobernación de Yekaterinoslav.
En 1923, Novomikoláivka se convirtió en el centro del raión homónimo en el óblast de Zaporiyia. Aquí se construyó un hospital de 20 camas, donde trabajaban un médico, dos paramédicos y una partera, y una farmacia, además de cuatro escuelas primarias y una escuela especial. Durante el Holodomor (1932-1933), al menos 96 habitantes del pueblo murieron.
Durante la Segunda Guerra Mundial, Novomikoláivka estuvo ocupado por la Alemania nazi entre el 4 de octubre de 1941 y liberado por el Ejército Rojo el 18 de septiembre de 1943.
Novomikoláivka tiene el estatus de asentamiento de tipo urbano desde 1957.
Hasta el 18 de julio de 2020, Novomikoláivka fue centro del raión de Novomikoláivka. El raión fue abolido en julio de 2020 como parte de la reforma administrativa de Ucrania, que redujo el número de raiones del óblast de Zaporiyia a cinco. El territorio del raión de Novomikoláivka se fusionó con el raión de Zaporiyia.En 2023, Novomikoláivka perdió el estatus de asentamiento de tipo urbano en la legislación ucraniana debido a la eliminación de este estatus administrativo.

## Demografía
La evolución de la población de Novomikoláivka entre 1858 y 2022 fue la siguiente:
| 1435                                                          | 2390 | 3427 | 3939 | 4569 | 5532 | 5988 | 5783 | 5532 | 5485 | 5377 | 5238 | 4983 |
| (Fuente: Cities & Towns of Ukraine y UKRAINE: Größere Städte) |      |      |      |      |      |      |      |      |      |      |      |      |

Según el censo de 2001, la lengua materna de la mayoría de los habitantes, el 94,15%, es el ucraniano; del 5,48% es el ruso.

## Infraestructura

### Transporte
La autopista H15 de importancia nacional Zaporiyia-Donetsk atraviesa Novomikoláivka y también la carretera de importancia territorial T 0408. La estación más cercana está en Vilniansk, parte de la línea Sinélnikove-Zaporiyia.

## Personas ilustres
- Vitold Fokin (1932): político ucraniano que fue el primer Primer Ministro del país.